# デュレーション
債券、あるいは債券に類似したあらゆる確定的なキャッシュ・フローにおいて、デュレーション（duration）はその残存年数を加重平均したものである。このため、デュレーションは、債券等への投資の平均回収期間であると言われる。残存{\displaystyle n}年の割引債のデュレーションは{\displaystyle n}年に等しく、利付債のデュレーションは{\displaystyle n}年より短くなる。 より一般には、デュレーションは、金利商品の金利に対する価格感応度として与えられる。

## 価格変化とデュレーション
デュレーションは債券の金利変化に対する価格感応度をあらわす。金利変化に対して、債券価格の変化はほぼ反比例する。例えば金利が1%上昇した場合、デュレーションが7年の債券の価格は、およそ7%低下する。
利付債において、クーポンが高いほどデュレーションは短くなる。また、デュレーションは常に債券の残存期間より短い正の値をとる。
したがって、二次以上の項を無視する近似において、金利変化と債券価格の変化は異符号である。二次項はコンベクシティ（convexity）とよばれる。

## マコーレー・デュレーション
マコーレー・デュレーションは利付債のキャッシュフローの残存期間を現在価値により加重平均したものであり、利付債の金利変化に対する感応度（実効デュレーション）を与える。マコーレー・デュレーションは、この理論を最初に発表したフレデリック・マコーレーにちなんで名付けられた。マコーレーは、単純平均した残存年数では金利変動リスクを予測するのに不適当だとして、有用となる二つの尺度を新たに考えた。 

## 実効デュレーション
実効デュレーションは連続複利利回りの微小変化に対する価格の変化の大きさとして定義される。利付債を例に説明する。利付債のキャッシュフローを、金額{\displaystyle C_{i}}と時点 {\displaystyle T_{i}} であらわす。時点{\displaystyle T_{i}} までの連続複利利回りを{\displaystyle y_{i}} として、{\displaystyle \Delta T_{i}=T_{f}-T_{i}} とおくと、この債券の現在価値{\displaystyle P} は以下のように与えられる。
{\displaystyle P(y_{i})=\sum _{i}C_{i}e^{-y_{i}\Delta T_{i}}}
実効デュレーション{\displaystyle D} は、以下のように定義される。
{\displaystyle {\frac {\partial P(y_{i}+y)}{\partial y}}|_{y=0}=-D\cdot P}
利付債の場合、実効デュレーションは以下のようになる。
{\displaystyle D=\sum _{i}\Delta T_{i}{\frac {C_{i}e^{-y_{i}\Delta T_{i}}}{P}}}
これはそれぞれのキャッシュフローの残存期間を現在価値により加重平均したものに等しい。この形式で表現されるデュレーションはマコーレー・デュレーションと呼ぶ。利付債のように確定的なキャッシュフローをもつ証券では、実効デュレーションはマコーレーデュレーションに等しい。
プット条項付の債券など、オプションを内包する債券の価格の金利に対する感応度は、マコーレー・デュレーションや修正デュレーションではなく、実効デュレーションを用いて分析する必要がある。
実効デュレーションの評価はしばしば以下のような離散近似が用いられる。
{\displaystyle D_{eff}={\frac {P_{-\Delta y}-P_{+\Delta y}}{2(P_{0})\Delta y}}}
ここで{\displaystyle \Delta y}は利回りの変化量、{\displaystyle P_{-\Delta y}}と{\displaystyle P_{+\Delta y}}は利回りがy下降あるいは上昇したときの債券価格である。

## 修正デュレーション
年複利などの微少変化に対する利付債価格の変化の大きさは、修正デュレーション {\displaystyle D^{*}} で与えられる。
評価時点から{\displaystyle i/n} 後に生じるキャッシュ・フローを{\displaystyle C_{i}} とすると、この債券の現在価値は、
{\displaystyle P=\sum _{i}{\frac {C_{i}}{(1+r/n)^{i}}}}
である。ここで{\displaystyle r} は債券の最終利回り（複利） 、{\displaystyle n} は1年あたりのキャッシュフロー発生回数である。修正デュレーションは、キャッシュ・フローの残存期間の加重平均の式として定義される。
{\displaystyle D^{*}={\frac {1}{P}}\sum _{i}{\frac {C_{i}}{(1+r/n)^{i+1}}}\cdot i/n}
ここで、{\displaystyle P} を{\displaystyle r}について微分すると、
{\displaystyle {\frac {\partial P}{\partial r}}=-P\cdot D^{*}}
が得られる。
{\displaystyle y_{i}} を一定とすると、修正デュレーションとマコーレー・デュレーションの間に以下の関係が成り立つ。
{\displaystyle D^{*}={\frac {D_{mac}}{1+{\frac {r}{n}}}}}
この等式が成り立つことは、それぞれのデュレーションの式に
{\displaystyle 1+{\frac {r}{n}}=\exp(y/n)}
を代入することで直接確かめることができる。一方、
{\displaystyle {\frac {\partial r}{\partial y}}={\frac {\partial }{\partial y}}n\exp(y/n)=\exp(y/n)}
から、
{\displaystyle D^{*}=-{\frac {1}{P}}{\frac {\partial P}{\partial r}}=-{\frac {1}{P}}{\frac {\partial P}{\partial y}}/{\frac {\partial r}{\partial y}}={\frac {D}{1+{\frac {r}{n}}}}}
として、実効デュレーションに関する式として成り立つことを示すこともできる。

## 金額デュレーション
金額デュレーション（ダラー・デュレーション）の定義は、デュレーションと債券価格（価値）の積である。金利の微小変化に対する債券価格の変化量を表す。金額デュレーション {\displaystyle D_{\$}\quad } はVaRの計算で一般に用いられる。式で表すと {\displaystyle D_{\$}=-{\frac {\partial P}{\partial r}}} となり、このときエクスポージャーのベクトルは{\displaystyle \omega _{i}=-D_{\$,i}\cdot r_{i}} となる。

## 平均デュレーション
ミューチュアル・ファンドなどが債券に投資しているファンドにおいて、債券ポートフォリオの金利変動に対する感応度は重要である。ポートフォリオにおける債券の平均デュレーションはよく報告書に記載される。ポートフォリオのデュレーションはそのポートフォリオのすべてのキャッシュ・フローの加重平均残存期間と等しい。個々の債券の最終利回りが同じであれば、そのポートフォリオの債券のデュレーションを加重平均したものと等しくなる。それ以外の場合は、債券のデュレーションの加重平均は近似値となるが、金利変動に対するポートフォリオの価値の変化を推定するのには用いられる。

## デュレーションの式（閉形式）
{\displaystyle Dur={\frac {C}{P}}{\frac {(1+ai)(1+i)^{m}-(1+i)-(m-1+a)i}{i^{2}(1+i)^{(m-1+a)}}}+{\frac {100(m-1+a)}{(1+i)^{(m-1+a)}}}}
- {\displaystyle C} = 一期間当たりに支払われるクーポン（半年利払）
- {\displaystyle i} = 一期間当たりの割引率（半年）
- {\displaystyle a} = 購入時から次回利払までの期間
- {\displaystyle m} = 償還までの利払回数

## コンベクシティ
デュレーションは金利変化に対する価格変化の線形指標である。金利が変化しても、価格の変化は線形に変化せず、凸に変化する。コンベクシティ（コンベキシティ）は金利変化に対する価格感応度を曲率でみた指標である。具体的には、デュレーションが価格関数を金利について一階微分したものであるのに対して、コンベクシティは二階微分したものである。
コンベクシティは将来キャッシュフローのスプレッドと見ることもできる。デュレーションが割引された残存期間と考えられるように、コンベクシティはリターンの標準偏差を割引計算するのに用いられる。

## PV01
PV01は金利の1ベーシス・ポイントの変化が現在価値に与えるインパクトである。時間を考慮するデュレーションに代わる価格感応度として用いられることがある。